# اولاویر استفانسون
اولاویر استفانسون (ایسلندی: Ólafur Stefánsson؛ ‏ تلفظ ایسلندی: [ˈou:lavʏr]‏؛ زادهٔ ۳ ژوئیهٔ ۱۹۷۳) بازیکن هندبال اهل ایسلند بود.
وی در مسابقات کشوری و بین‌المللی در مجموع برندهٔ ۱ مدال نقره، ۱ مدال برنز شده‌است.